# Conversion somatique
La conversion somatique est une tentative de résolution d'un conflit psychique dans des symptômes somatiques.